# Макаревський Іван Филимонович
Іван Филимонович Макаревський (народився 10 грудня 1943 року в селі Розумниця Ставищенського району Київської області) — український будівельник, Заслужений будівельник України. Директор комунального підприємства «Житлоінвестпроект».

## Родина
Дружина — Макаревська Світлана Борисівна українська поетеса. Дочка Олена (1966) — юрист, син Артем (1971) — лікар.

## Освіта
- 1960–1965 — навчався у Київському інженерно-будівельному інституті за спеціальністю "Виробництво будівельних виробів і конструкцій*.

## Кар'єра
З 1966 проходив службу в лавах Радянської армії.
Після демобілізації працювов майстром та начальником цеху на заводі залізобетонких виробів № 135 Міністерства оборони СРСР у Києві.
З 1971 працювов начальником виробничо-технічного відділу, потім — головним інженером та директором заводу залізобетонних виробів тресту «Київміськбуд-5», а згодом завідувачем відділу Ленінського райкому портії м. Києва.
В 1978 обраний заступником голови виконкому Ленінського району м. Києва з питань будівництва та
промисловості.
З 1982 по 1992 очолював Управління обліку та розподілу житлової площі Київського міськвиконкому. За цей період зробив значний внесок у підготовку земельних ділянок то забудову нових мікрорайонів міста, Троєщини та Харківського масиву, організував велику роботу з переселення мешканців з аварійних будинків та підвалів.
Під керівництвом Івана Макаревського після аварії на Чорнобильській АЕС у 1986 було організовано та оперативно переселено із зони аварії близько 28 000 сімей.
Дев'ять років обіймав посаду начальника управління справами Укрзалізниці. Відіграв значну роль у створенні кваліфікованого, високопрофесійного апарату Укрзалізниці.
З 2000 працював заступником голови правління АКБ «Київ» з інвестиційних питань
З 2001 призначений заступником начальника Головного управління житлового забезпечення з питань
будівництва, а в 2003 — начальником Державної госпрозрахункової організації «Житло-інвест».
Зараз (коли?)працює директором комунального підприємства «Житлоінвестпроект».

## Відзнаки
- Заслужений будівельник України.
- Нагороджений орденом «Знак пошани», грамотою Верховної Ради України, багатьма медалями.
- Почесний залізничник України.